# 白云 (大熊猫)
白云是一只居住在美国圣地亚哥动物园的雌性大貓熊。它于1991年9月7日出生于四川卧龙保护大熊猫研究中心，父亲为盼盼、母亲为冬冬。 1996年9月10日，根据中美之间的大貓熊租借协议被送到美国圣地亚哥动物园。

到美国后，白云总共产下了六个子女，分别为华美、美生、苏琳、珍珍、云子与小礼物，其中华美的父亲是大貓熊石石，而其余五个子女的父亲都是大貓熊高高。
2019年5月16日，白云和它的孩子小礼物一同回到中华人民共和国中国大熊猫保护研究中心都江堰基地。

## 咬人事件
大貓熊白雲於2011年3月13日，當地上午時分，推開一道它與飼養員間的柵欄門向外爬去，而當時飼養員設法引誘其爬回，但白雲突然咬住飼養員的一條腿逾三十秒鐘。 受傷的飼養員隨後被緊急送往醫院救治，並沒有生命危險。